# Raimondo Del Balzo
Raimondo Del Balzo né à Rome le 17 janvier 1939, mort dans cette même ville le 22 septembre 1995  est un réalisateur et scénariste italien

## Biographie
Raimondo Del Balzo a commencé sa vie professionnelle comme journaliste puis se consacre au cinéma comme réalisateur en remettant à la mode le genre strappalacrime  avec Les Dernières Neiges de printemps puis Bianchi cavalli d'agosto.
Les éléments dramatiques destinés à toucher le spectateur ont souvent comme protagonistes des enfants malheureux ou malades du cancer.
En 1995, Raimondo Del Balzo meurt à Rome à l'âge de 56 ans, victime d'un cancer, comme les enfants protagonistes de ses films .

## Filmographie

### Réalisateur

#### Cinéma
- 1973 : Les Dernières Neiges de printemps (L'ultima neve di primavera)
- 1975 : Bianchi cavalli d'agosto
- 1979 : Midnight Blue (it)
- 1984 : Un tenero tramonto (it)
- 1988 : Le prime foglie d'autunno (it)

#### Télévision
- 1978 : Giorno segreto (téléfilm)

### Scénariste

#### Cinéma
- 1967 : Qualcuno ha tradito (co-scénariste)
- 1973 : Les Dernières Neiges de printemps (L'ultima neve di primavera) (scénariste et trame)
- 1975 : Bianchi cavalli d'agosto
- 1979 : La domenica del diavolo (trame)
- 1988 : Le prime foglie d'autunno
- 1989 : Paganini Horror (trame)
- 1990 : Obiettivo poliziotto
- 1996 : La balena azzurra

#### Télévision
- 1978 : Giorno segreto (téléfilm)